# Aleksandăr Kostov
Aleksandăr Kostov (Sofia, 5 marzo 1938 – Sofia, 15 aprile 2019) è stato un calciatore e allenatore di calcio bulgaro, di ruolo centrocampista.

## Palmarès

### Club

#### Competizioni nazionali
- Campionato bulgaro: 3

Levski Sofia: 1964-1965, 1967-1968, 1969-1970
- Coppa di Bulgaria: 5

Levski Sofia: 1956-1957, 1958-1959, 1966-1967, 1969-1970, 1970-1971